# Carre
Ne doit pas être confondu avec Carrez ou Carré (homonymie).

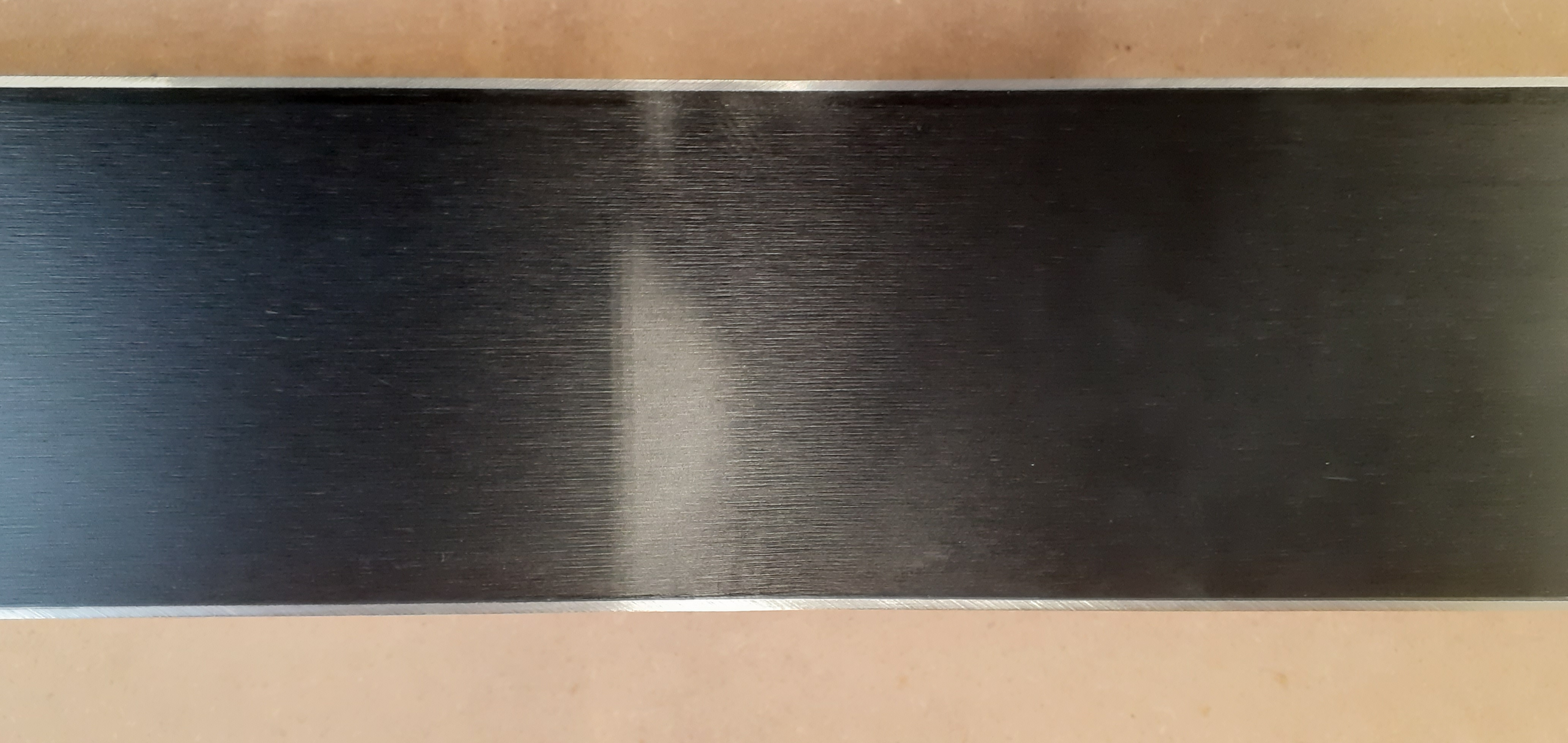
Carres métalliques de part et d'autre de la semelle d'un ski de piste.

Une carre, du genre féminin, est une arête métallique effilée sur un matériel de glisse sur neige et sur glace comme le ski, le snowboard ou le patin à glace. Elle permet de garantir une bonne accroche sans déraper.
Par extension et abus de langage, on parle de carre également en roller, par analogie, car un patin à roulettes est dépourvu de carres.
Pour les sports de glisse nautique, comme le funboard, le wakeboard, le kitesurfing, l'accroche en courbe se fait de la même manière qu'en snowboard ou en ski, mais l'angle sous la partie arrière de la planche est dénommé rail. On parle de prise de rail plutôt que de prise de carre encore que ce dernier terme soit parfois utilisé. Les "shapers" (fabricants à l'unité de planches de glisse) taillent des rails aigus ou arrondis, plus ou moins longs, subtilement courbés, pour privilégier soit la maniabilité soit la stabilité directionnelle.

## Les carres du ski de piste
Les carres d'un ski de piste (ou de freeride, de ski freestyle, de freerando) ou de randonnée sont les arêtes, généralement métalliques, situées de part et d'autre de la semelle du ski et qui permettent à ce dernier d'accrocher sur la neige dure et la glace. Elles doivent être régulièrement entretenues par un affûtage pour garantir la bonne conduite du ski en virage, en dérapage et en traversée. Un mauvais affûtage peut rendre le ski totalement incontrôlable.
La « prise de carre » est le mouvement qui permet, par un transfert appuyé du poids du skieur sur le ski aval, de déclencher un virage comme le virage stem aval, par exemple.
La « faute de carre » sanctionne le skieur débutant qui, dans une attitude défensive par crainte de la pente, porte instinctivement le poids du corps sur le ski amont qui se dérobe, ce qui entraîne un déséquilibre et, généralement, la chute du skieur. Elle peut survenir également chez le skieur avancé, notamment le compétiteur (slalom, descente) à la suite d'un déséquilibre (vitesse excessive, etc.) qui peut le faire sortir du tracé.

## Les carres de ski de fond
Les skis de fond n'ont généralement pas de carre, au sens où ils sont dépourvus d'une arête métallique marquant ie matérialisant le chant du ski. Le terme 'carre' est toutefois parfois utilisé par abus de langage pour désigner cette arête utilisée notamment en skating pour gérer les changements d'allure ou de direction.

## Les huit carres du patinage artistique
Signification des carres, en langue anglaise, système de notation adopté par de nombreux pays, dont la plupart des pays francophones :
- Première lettre : R = Right, droite - L = Left, gauche
- Seconde lettre : F = Forward, avant - B = Backward, arrière
- Troisième lettre : I = Inside, dedans - O = Outside, dehors

Signification des carres, en terminologie canadienne :
- Première lettre : D = droite, G = gauche
- Seconde lettre : AV = avant, AR = arrière
- Troisième lettre : I = intérieur, O = extérieur

## Les carres du patinage à roulettes
En canadien :
- HV = dehors avant
- DV = dedans avant
- HR = dehors arrière
- DR = dedans arrière